# Шеболдаев, Сергей Борисович
Сергей Борисович Шеболдаев (3 июня 1937 года — 23 августа 2016 года) — российский политический деятель, журналист и учёный. Кандидат технических наук, народный депутат РСФСР (1990—1993).

## Биография
Родился 3 июня 1937 года. Отец — Борис Петрович Шеболдаев, первый секретарь Азово-Черноморского крайкома ВКП(б), через неделю после рождения сына был арестован по обвинению в заговоре против советской власти и расстрелян в октябре того же года. Мать, Лика Шеболдаева, также была арестована и погибла в заключении. Самого Сергея поместили в детский приют, откуда его смогли забрать родственники..
В 1960 году окончил МИСиС, работал там же, защитил диссертацию на соискание учёной степени кандидата технических наук:
- Исследование механизма взаимодействия твердых окислов металлов с углеродом: диссертация ... кандидата технических наук : 05.00.00 / С. Б. Шеболдаев. - Москва, 1967. - 186 с. : ил.

Был среди учредителей Всесоюзного общества «Мемориал» и Демократической платформы в КПСС. 
В 1990 году был избран народным депутатом РСФСР и Московского городского Совета. Так же избирался председателем подкомитета по общественным объединениям и председателем комиссии по регламенту Моссовета. 
В ходе событий сентября ― октября 1993 года был среди защитников Верховного Совета РСФСР.
В 1993―1994 годах ― заместитель генерального директора Политехнического музея. В 1994 году занимал пост руководителя аналитического центра Экологической партии России, также был специальным корреспондентом газеты «Восхождение».
Член президиума Российской народной академии наук.
Придерживался коммунистических убеждений.
Сочинения:
- Взаимодействие окислов металлов с углеродом: научное издание / Елютин, Вячеслав Петрович — Павлов, Юрий Александрович — Поляков, Владимир Прокофьевич — Шеболдаев, Сергей Борисович. — М. : Металлургия, 1976. — 359 с.